# Marat, Puy-de-Dôme
Marat är en kommun i departementet Puy-de-Dôme i regionen Auvergne-Rhône-Alpes i centrala Frankrike. Kommunen ligger i kantonen Olliergues som tillhör arrondissementet Ambert. År 2022 hade Marat 805 invånare.

## Befolkningsutveckling
Antalet invånare i kommunen Marat
| Referens: INSEE |